# Schloss Karisch
Von Schloss Karisch haben sich Ruinenreste im heute polnischen Karszówek in der Gmina Strzelin in Schlesien erhalten.  

## Geschichte
In der ersten Hälfte des 15. Jahrhunderts waren die Zettritz Besitzer der Herrschaft. Danach, Anfang des 17. Jahrhunderts die von Niemitz, dann die von Posadowsky. Danach gelangte der Besitz offenbar an die von Prittwitz und Gaffron. Auch Ende des 18. Jahrhunderts ist in einer Strehlener Chronik ein Prittwitz auf Karisch genannt. Ab 1845 war Baron von Hiller, 1870/71 ein von Saurma Besitzer.
Nach der polnischen Annexion diente das Schloss als Wohnstätte für Arbeiter der PGR. Ab den 1970er Jahren verfiel der Bau zusehends.

## Bauwerk
Eine Burg wurde wahrscheinlich im 15. Jahrhundert erbaut, möglicherweise  von Kunz Zettritz. In den folgenden Jahrhunderten wurde die Burg zu einem Herrensitz. Der Bau war ein verputzter Ziegelbau, bestehend aus mehreren Flügeln, mit Türmen, Giebeln und Erkern. Die zweigeschossigen Flügel waren mit hohen Dächern mit Dachgauben versehen.

## Nachweise
- Andreas von Klewitz: Schlösser und Herrenhäuser im niederschlesischen Kreis Strehlen/Strzelin: ein gefährdetes europäisches Kulturerbe. C.A. Starke, 2002, S. 37.
- Beschreibung auf palaceslaska.pl